# Siarhiej Maslak
Siarhiej Michajławicz Maslak (biał. Сяргей Міхайлавіч Масляк; ros. Сергей Михайлович Масляк, Siergiej Michajłowicz Maslak) (ur. 8 września 1980 w Mińsku) – białoruski polityk, minister Zasobów Naturalnych i Ochrony Środowiska Białorusi.

## Życiorys
Ukończył Białoruski Narodowy Uniwersytet Techniczny, Białoruski Narodowy Uniwersytet Kultury Fizycznej (Instytut Turystyki) oraz Akademię Zarządzania przy Prezydencie Republiki Białorusi.
Po ukończeniu studiów w 2002 podjął pracę jako pomocnik leśniczego w Leśnictwie Wołma, w rejonie smolewickim. W 2003 został zatrudniony jako inżynier w wydziale badań i projektowania leśnictwa przedsiębiorstwa Biełgiproles.
Od 2005 do 2024 pracował w administracji samorządowej Mińska, głównie w rejonie zawodskim. Początkowo jako główny specjalista wydziału usług komunalnych rejonu zawodskiego. Od 2006 pracował w miejskich przedsiębiorstwach jako zastępca dyrektora i od 2012 jako dyrektor. W 2013 został zastępcą naczelnika administracji rejonu zawodskiego. W latach 2015–2019 przewodniczący Komitetu Zasobów Naturalnych i Ochrony Środowiska Mińska, następnie do 2024 naczelnik administracji rejonu zawodskiego.
22 kwietnia 2024 prezydent Alaksandr Łukaszenka mianował go ministrem Zasobów Naturalnych i Ochrony Środowiska w rządzie Ramana Hałouczenki.